# Chassalia lushaiensis
Chassalia lushaiensis är en måreväxtart som först beskrevs av Cecil Ernest Claude Fischer, och fick sitt nu gällande namn av Fisch.. Chassalia lushaiensis ingår i släktet Chassalia och familjen måreväxter. Inga underarter finns listade i Catalogue of Life.